# 1-ша інженерно-саперна бригада (РФ)
1-ша гвардійська інженерно-саперна Брестсько-Берлінська Червонопрапорна орденів Суворова і Кутузова бригада (1 ІСБр, в/ч 11105) — з'єднання інженерних військ Збройних сил Росії, створене в 2015 році. Бригада створена у складі резерву Головнокомандувача РФ і прямо підпорядковується Генштабу РФ. Формування входить до складу Західного військового округу. Пункт постійної дислокації — місто Муром Володимирської області.
Підрозділи з'єднання призначені для подолання мінних загороджень в ході наступу своїх військ, штурму укріплених позицій противника та підтримки у міських боях — необхідність подібних з'єднань продемонстрував досвід бойових дій на Донбасі та у Сирії.

## Історія
Бригада почала формуватися у грудні 2014 року. Повідомлення про перший сформований батальйон було через рік, 2 грудня 2015 року.
2 грудня 2015 року начальник інженерних військ РФ Юрій Ставицький повідомив, що до 2020 року заплановано створити у складі кожної з армій по штурмовій інженерній бригаді.

## Структура
Бригада містить в собі штурмові підрозділи інженерних військ призначені виконувати завдання з забезпечення бойових дій загальновійськових підрозділів на урбанізованої місцевості. Військовослужбовці здійснюють інженерне забезпечення груп, в завдання яких входять штурми будівель. Дані підрозділи оснащуються штурмовими кількох родів комплектами розмінування, в спорядження яких входять захисні костюми сапера, шоломи з активним захистом слуху, засобами зв'язку та системою відеореєстрації, а також набір спеціальних інструментів.
Використовуються собаки в мінно-розшукової діяльності.

## Галерея

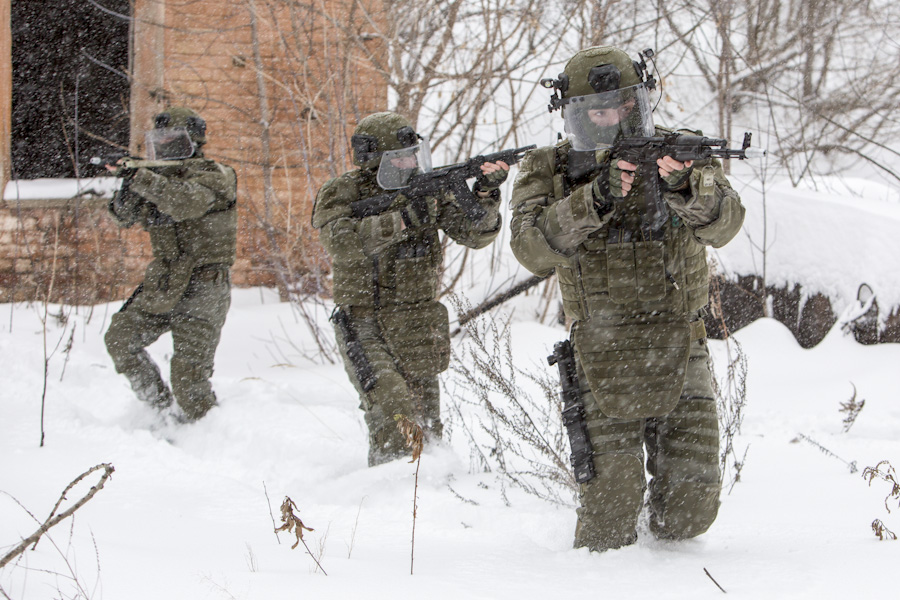
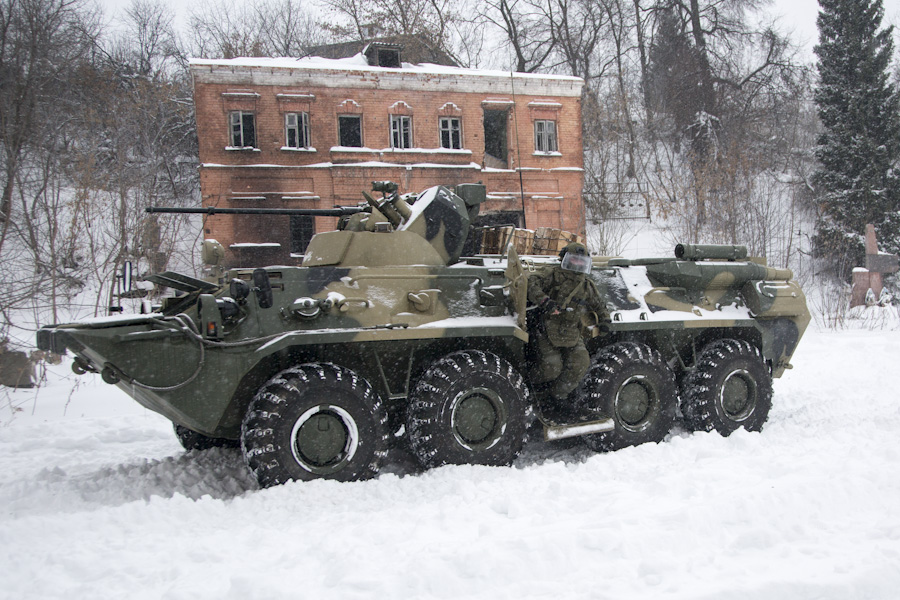
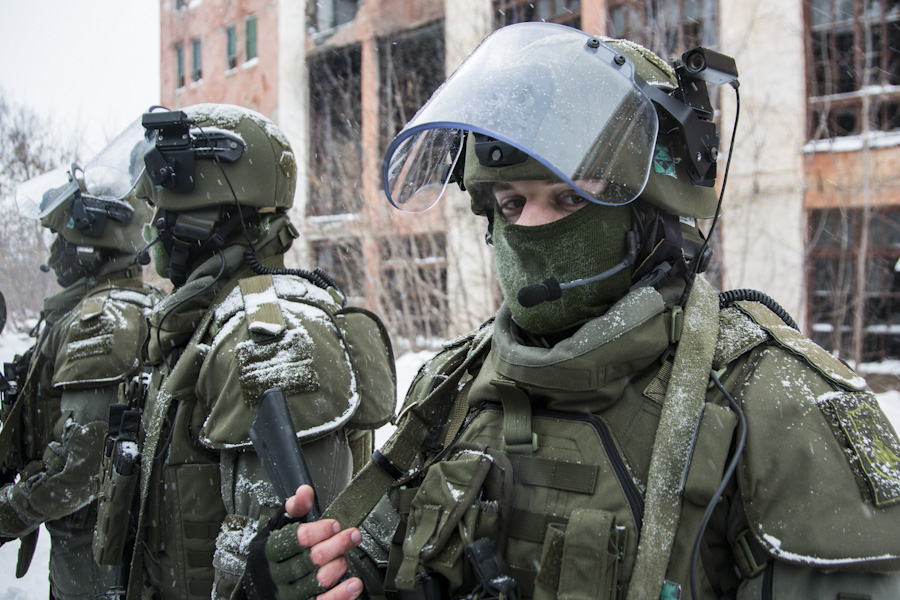

## Оснащення
Техніка
- БТР-82
- ІМР-3
- УР-77
- Тайфун-К
- Уран-6

Екіпіровка
- ОВР-3Ш — захисний костюм 6-го класу захисту з системою навігації ГЛОНАСС/GPS, системою ідентифікації «свій-чужий», датчиком життєдіяльності.[7][8]

## Матеріали
- Інженерні батальйони штурму та розгородження. [Архівовано 6 грудня 2017 у Wayback Machine.] // УМП, 5 грудня 2017
- Про гвардейское штурмовое подразделение инженерных войск(рос.) // 2016